# Rassvet (Rostov)
|  | Per a altres significats, vegeu «Rassvet». |

Rassvet (en rus: Рассвет) és un poble (un possiólok) de l'óblast de Rostov, a Rússia, que en el cens del 2010 tenia 4.958 habitants, pertany al districte d'Aksai.